# Antoni Mulet Barceló
Antoni Mulet Barceló (Algaida, 1943) és un organista balear.
Estudià piano i harmonia amb Concepció Vilella als conservatoris de Balears, València i Saragossa. Va formar part del conjunt "Los 4 de Asís", grup format l'any 1964 a la Porciúncula, en el noviciat franciscà, amb Francesc Escanelles, Adolfo Pérez i Joaquín Tébar. Antoni Mulet hi participà com a arranjador, compositor i contrabaix, fins que es dissolgué el 1967. Mulet passà a Barcelona on estudià contrapunt amb Manuel Oltra i Josep Poch en el Conservatori de Barcelona, i orgue amb Jordi Alcaraz i Montserrat Torrent. Ha seguit cursos de perfeccionament amb Montserrat Torrent, Harald Vögel i Michel Radulescu. Ha treballat la direcció coral amb Manuel Cabero. Impulsà la construcció de l'orgue de la Porciúncula, del quan en va ser titular durant cinc anys. S'ha dedicat a la investigació de la història dels orgues de Mallorca i a la restauració i manteniment d'aquests instruments entre els quals cal destacar l'orgue de Santa Maria la Major d'Inca. Com a concertista, ha estrenat alguns dels orgues històrics de Mallorca restaurats. Es va dedicar a l'ensenyament, treballant en la didàctica de la música i fent audicions per a escolars. Des de 1991 va ser director de l'Orfeó Castellitx d'Algaida. És organista titular de la parròquia de Santa Maria del Camí

## Obra de recerca
- La Seu de Mallorca: els orgues. Palma: Olañeta editor, 1995.
- Orgues de Mallorca. Palma: Olañeta editor, 2001. En col·laboració amb Arnau Reynés.

## Obra musical
- Missa Folc (1969). Missa per a cor i instruments.
- Missa Pasqual (1969-1970).
- Himne a l'Orfeó Castellitx (1991).
- Com voldria morir (1992), per cor mixt amb lletra de Miquel Colom.
- Cobles de la divisió del regne de Mallorques, d'Anselm Turmeda.
- Cantata de l'Amic i l'Amat, de Ramon Llull, per a solistes, cor i orgue.